# بوكاتشيو (فلم 1972)
بوكاتشيو (المعروف أيضا باسم ليالي بوكاتشيو) هو فيلم كوميدي إيطالي عام 1972 من تأليف وإخراج برونو كوربوتشي. يعتمد بشكل كبير على رواية ديكاميرون للكاتب جيوفاني بوكاتشيو ، وهو جزء من سلسلة من الكوميديا المشتقة المبنية على نجاح بيير باولو باسوليني في ديكاميرون (1971).

## طاقم التمثيل
- أليغيرو نوشيز: لامبرتوتشو دا سيسينا
- إنريكو مونتيسانو: بوناميكو لكريستوفانو الملقب بوفالماكو
- ماريو كاروتينوتو: القاضي نيكولا
- سيلفا كوشينا: فيميتا
- إيزابيلا بياجيني: أمبروجيا
- ريموند بوسير: كاجاستراسيو
- برنارد بيلير: الدكتور مازيو
- بيا جيانكارو: منى ليزا
- باولا تيديسكو: ليديا
- أندريا فابريكاتور: كالاندرينو
- باسكال بيتيت: جيليتا دي ناربونا
- ماريا باكسا: تيبالدا
- روزيتا بيسانو: مانوشيا
- ساندرو دوري: نيكوستراتو
- لينو بانفي: الأب إغناسيو دا كانوسا
- بيبو فرانكو: برونو ديلي أوليفيري
- طوني يوتشي: بيترو دا فينشولو
- فرانكا دومينيتشي: بيرديكا
- لويزا دومينيتشي: بيلكولور
- غيدو سيلانو: ميسير أنسيلمو
- أندريا أوريلي: ماسو
- هيلين شانيل: أميرة تشيفيني
- اجناسيو ليون: البارجيلو
- أنتونيا سانتيلي: امرأة في الحوض
- Nello Pazzafini: زوج المرأة في الحوض
- غاستون بيسكوتشي: جيوفاني سيوبولو
- Mimmo Poli: متفرج الدهون
- لوكا سبورتيلي: لوديرينغي

## روابط خارجية
- مقالات تستعمل روابط فنية بلا صلة مع ويكي بيانات